# Managua (departement)
Managua is een departement van Nicaragua, gelegen in het westen van het land aan de Grote Oceaan en het Meer van Managua. De hoofdstad is de gelijknamige stad Managua, die ook de hoofdstad van Nicaragua is.
Het departement bestrijkt een oppervlakte van 3465 km² en is met 1.534.218 inwoners (2019) veruit het volkrijkste departement van het land.
Het departement is een aantal maal door zware aardbevingen getroffen. Op 23 december 1972 vond de laatste grote aardbeving plaats; deze vernietigde het grootste deel van de hoofdstad en kostte ruim tienduizend mensen het leven.

## Gemeenten
Het departement is ingedeeld in negen gemeenten:
- Ciudad Sandino
- El Crucero
- Managua
- Mateare
- San Francisco Libre
- San Rafael del Sur
- Ticuantepe
- Tipitapa
- Villa El Carmen

Boaco · Carazo · Chinandega · Chontales · Estelí · Granada · Jinotega · León · Madriz · Managua · Masaya · Matagalpa · Nueva Segovia · Rivas · Río San Juan
Autonome regio's: Región Autónoma de la Costa Caribe Norte · Región Autónoma de la Costa Caribe Sur